# 伊萬諾沃區 (白俄羅斯)
伊萬諾沃區，是白俄羅斯的一個區，位於該國西南部，屬於布列斯特州的一部分，面積1,551.41平方公里，2009年人口43,586，人口密度每平方公里28.08人。